# Lospånga by
Lospånga by är en småort i Dingtuna socken i Västerås kommun, Västmanlands län, cirka 2 km söder om Dingtuna.